# 古田敦也 ラジオもやってます
『古田敦也 ラジオもやってます』（ふるたあつや ラジオもやってます）は、ニッポン放送で2008年4月1日から2010年3月24日まで放送されていたトーク番組である。

## 概要
ニッポン放送は、2008年上半期番組編成にて、2007年シーズン迄東京ヤクルトスワローズ選手兼任監督であった古田を起用したトーク番組を開始する事を発表した。当該番組が古田にとってプロ野球引退後初の冠レギュラー番組であった。但し、古田は同局で放送されている『ニッポン放送ショウアップナイター』の評論家契約は2008年時点でしていない。
番組構成は、野球に限らず、日頃から感じていることや周囲で起こった出来事等に対して、古田自身の学生時代や社会人時代エピソードを交えながら語りかけるトークで展開される。そのため、当時：タブロイド紙にて報じられた、球界復帰や国政進出ネタについても当該番組内で言及していた。また、アシスタントには選手兼監督時代に球団と推し進めた「F-Project」で東京音頭のメタルバージョンの歌唱&編曲を行った、覆面DJが担当。覆面DJの素性については番組開始から終了迄明かされる事は無かった。
2010年3月24日をもって番組は終了。その後、古田が同局でラジオ番組を持つ事は2020年時点でも無く、古田のタレント活動がテレビ番組や講演会メインのため、他局のラジオ番組でもゲストに出演する機会は殆ど無い。

## 出演者

### パーソナリティ
- 古田敦也（野球解説者、タレント、元東京ヤクルトスワローズ選手兼任監督）

### アシスタント
- DJジャッカル（覆面DJ）

## 放送時間
- 火曜 21:30 - 21:50 - 2008年4月1日 - 2010年3月24日